# (12702) Panamarenko
(12702) Panamarenko ist ein Asteroid des mittleren Hauptgürtels, der am 22. September 1990 von dem belgischen Astronomen Eric Walter Elst am La-Silla-Observatorium der Europäischen Südsternwarte in Chile (IAU-Code 809) entdeckt wurde. Sichtungen des Asteroiden hatte es vorher schon mehrere gegeben: am 14., 17. und 20. September 1941 unter der vorläufigen Bezeichnung 1941 RA am Konkoly-Observatorium in Budapest, am 1. November 1978 (1978 VM15) am Krim-Observatorium in Nautschnyj, am 1. Oktober 1986 (1986 TT4) am französischen Observatoire de Calern und am 3. Oktober 1986 (1986 TF10) erneut am Krim-Observatorium in Nautschnyj.
Nach der SMASS-Klassifikation (Small Main-Belt Asteroid Spectroscopic Survey) wurde bei einer spektroskopischen Untersuchung von Gianluca Masi, Sergio Foglia und Richard P. Binzel bei (12702) Panamarenko von einer hellen Oberfläche ausgegangen, es könnte sich also, grob gesehen, um einen S-Asteroiden handeln.
Der Asteroid wurde am 5. Januar 2015 nach dem belgischen Künstler Henri Van Herwegen (1940–2019) benannt, der unter dem Künstlernamen Panamarenko bekannt ist. Panamarenko installiert Luftfahrzeuge als poetische Konstruktionen.